# Шебанов, Абрам Иванович
Абра́м Ива́нович Шеба́нов (? — ок. 1828 г.) — штаб-доктор русской армии, писатель-медик, статский советник.

## Биография
Родился в семье священнослужителя. В 1794 году поступил в Санкт-Петербургскую генеральную госпитальную школу. В 1798 году Шебанов получил звание кандидата хирургии. В 1799 году был произведён в лекари и назначен в 7-й егерский полк. Вместе с этим полком он участвовал в двух заграничных кампаниях против французов. В 1805 году получил звание штаб-лекаря. После кампании 1805—1806 гг. был произведён в старшие лекари 1-го класса. За кампанию 1807 года получил чин коллежского асессора.
В 1809 году был назначен доктором 9-й пехотной дивизии. В военную кампанию этого года Шебанов отличился и получил две крупные денежные награды.
Пик деятельности Шебанова как военного врача пришёлся на время Отечественной войны 1812 года и заграничных походов русской армии. Шебанов самоотверженно делал перевязки и даже операции под огнём неприятеля. Его военными наградами были:
- Орден Святого Владимира 4-й степени (25.02.1813)[2] и драгоценный перстень (1812)
- Орден Святой Анны 2-й степени (23.04.1814)[3]
- Чин надворного советника (за участие в сражениях при Лютцене и Бауцене).

В 1815 году Шебанов был переведён на должность доктора 8-й пехотной дивизии, а затем был назначен исполняющим должность штаб-доктора 6-го пехотного корпуса.
В 1817 году из-за сильно пошатнувшегося здоровья Шебанов оставил военное поприще и перешёл в гражданское ведомство с сохранением всего получаемого им содержания. Умер он в чине статского советника, около 1828 года.
Известна одна из его статей: «О насильственном отделении брыжейки от кишок (наблюдение)» («Всеобщий журнал врачебных наук». — 1816. Ч. III).